# Gotlands militärkommando

Militärkommando- stabens vapen (1966–1994).

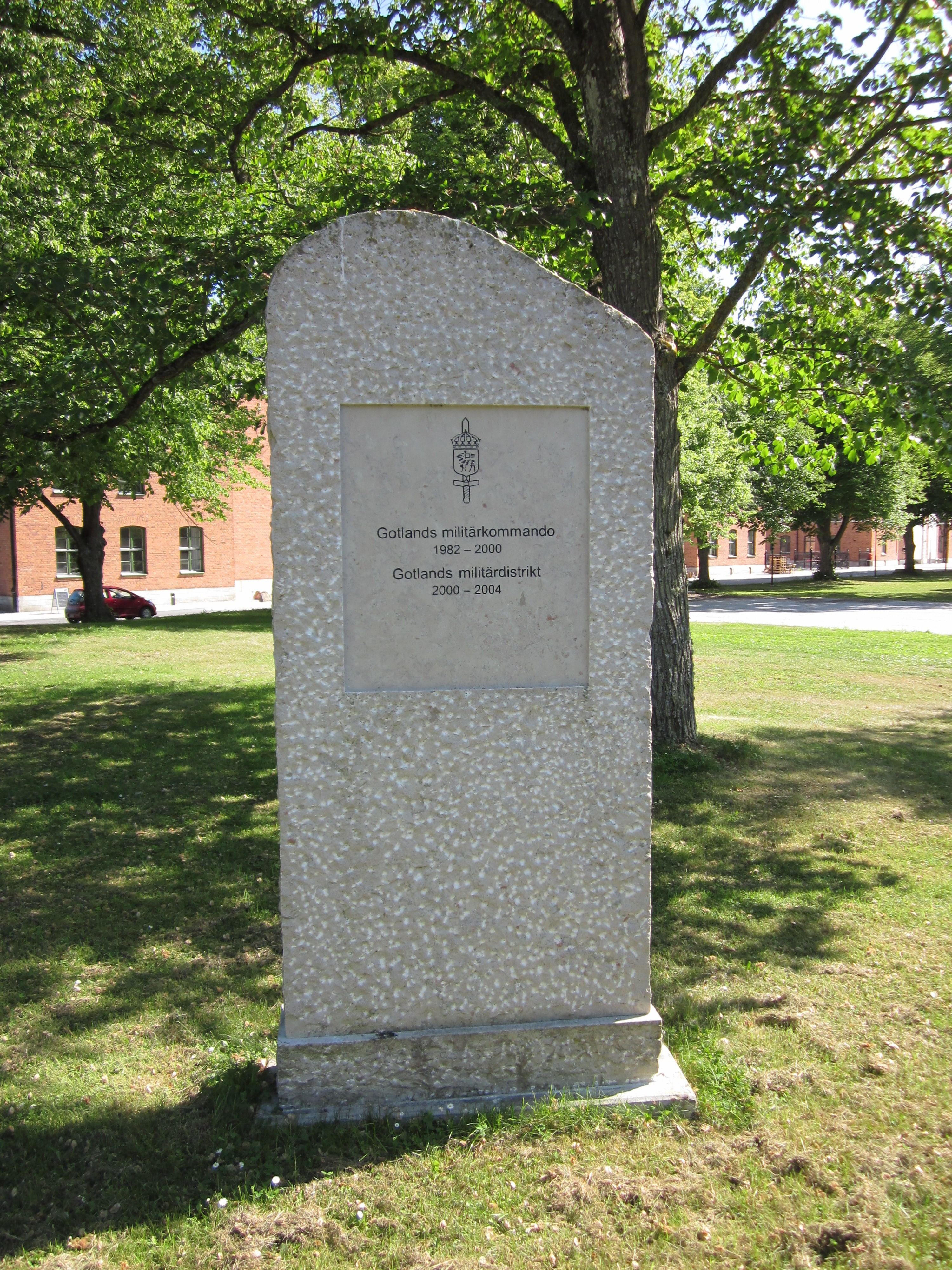
Minnessten vid Gotlands regemente. Texten lyder: "Gotlands militärkommando 1982-2000. Gotlands militärdistrikt 2000-2004."

Gotlands militärkommando (MKG) var ett militärkommando inom svenska Försvarsmakten som verkade i olika åren 1942–2000. Förbandsledningen var förlagd i Visby garnison i Visby.

## Historik
Genom 1942 års försvarsbeslut beslutades att arméfördelnings- och militärområdesstaberna skulle slås samman till en stab under en
gemensam chef, militärbefälhavaren, som fick det territoriella och markoperativa ledningsansvaret för markstridskrafter inom sitt militärområde. Den 1 oktober 1942 bildades VII. militärområdet med stab i Visby, vilket bildades ur Gotlands trupper.
År 1964 beslutade riksdagen om en större reform inom försvaret. Reformen skulle träda i kraft den 1 oktober 1966, och innebar att militärbefälhavaren fick det samlade operativa ansvaret för samtliga stridskrafter inom militärområdet. Men i samma reform beslutades det om en reducering av antal militärområden, där VII. militärområdet upplöstes som ett eget militärområde. I dess ställe bildades den 1 oktober 1966 Gotlands militärkommando, vilket underställdes militärbefälhavaren för Östra militärområdet (Milo Ö), utom arméproduktion. Detta gjordes i enlighet med den nya modellen där Gotland var för litet för att utgöra ett militärområde.
Med reformen tillfördes militärbefälhavaren den samlade operativa ledningen för samtliga stridskrafter inom militärområdet. Chefen för Gotlands militärkommando kom dock vara ansvarig för att leda försvaret av militärkommandot, men också markoperativt självständig, då markoperationer av naturlig förklaring inte kunde samordnas med fastlandet.
I samband med OLLI-reformen, vilken genomfördes inom försvaret åren 1973–1975, bildades A-förband samt B-förband. A-förbanden var regementen som tillfördes ansvaret för ett försvarsområde, och B-förbanden var ett utbildningsregemente. I Gotlands fall så särskilde det sig jämfört med indelningen på fastlandet. Detta då militärkommandot utgjorde en särskild ledningsorganisation inom Östra militärområdet, men hade inte det samlade förvaltningsansvaret över ön. Vidare leddes den fackmässiga mobiliseringen på förbandsnivå. Genom reformen tillfördes militärkommandot hela mobiliserings- och materialansvaret för arméförbanden på Gotland. Detta medförde att Gotlands kustartilleriregemente (KA 3), Gotlands artilleriregemente (A 7), Gotlands regemente (P 18) och Gotlands luftvärnsbataljon (Lv 2), som ingick i Gotlands militärkommando (MKG), från den 1 juli 1975 blev B-förband (utbildningsförband). Gotlands kustartilleriregemente lydde dock inte under militärkommandot rörande utbildning, taktik, organisation, utrustning eller personal som chefen för marinen ledde. På Gotland fanns även ett detachement ur Flygvapnet, vilket lydde under militärkommandot i fråga om mobilisering av flygvapenförband på Gotland.
Inför försvarsbeslutet 1977 föreslog Försvarets fredsorganisationsutredning (FFU) till riksdagen bland annat att slå samman Gotlands regemente (P 18), Gotlands artilleriregemente (A 7) och Gotlands luftvärnsbataljon (Lv 2) till ett arméregemente. Dock så ansåg både Försvarsutskottet samt departementschefen, att något beslut inte skulle fattas innan frågan om ytterligare markförvärv i anslutning till Visborgs slätt hade tillgodosetts.
I regeringens proposition 1980/81:27 gällande försvarsmaktens organisation på Gotland, föreslog regeringen och överbefälhavaren att antalet militära myndigheter i Visby skulle minskas från fyra till en. Arméförbanden på Gotland föreslogs att tillsammans med Gotlands militärkommando bilda ett arméregemente och samlokaliseras på Gotlands regemente kasernområde. Samtidigt löstes frågan om markförvärv för samlokalisering av samtliga arméförband vid Visborgs slätt.
Den 16 oktober 1980 antog riksdagen regeringens proposition och den 30 juni 1982 upphörde samtliga arméförband på Gotland som självständiga myndigheter och förband, för att från den 1 juli 1982 lyda under chefen för Gotlands militärkommando (MKG). Gotlands militärkommando som tidigare hade haft mobiliserings- och materialansvaret för arméförbanden, fick nu också ansvaret för arméförbandens grund- och repetitionsutbildning. Vidare underställdes och uppgick Gotlands militärkommandos intendenturförvaltning (IFG), Gotlands militärkommandos tygförvaltning (TFG) och Gotlands militärkommandos verkstadsförvaltning (VFG) i Gotlands militärkommando. Den 1 juli 1983 upphörde Gotlands militärkommando att vara ett eget "operativt" område. Med den nya organisationen underställdes chefen Gotlands militärkommando i alla avseenden militärbefälhavaren för Östra militärområdet (Milo Ö). Därmed fick Gotlands militärkommando samma lydnadsställning som försvarsområdesregementena.
Genom försvarsutredning 88 reducerades försvarets freds- och krigsorganisation, vilket bland annat medförde att Bergslagens militärområdesstab (Milo B) och Östra militärområdesstaben (Milo Ö) sammanslogs till Mellersta militärområdesstaben (Milo M) med stab i Strängnäs garnison. Förändringen medförde att Gotlands militärkommando från den 1 juli 1991 underställdes Mellersta militärområdet (Milo M).
Inför försvarsbeslutet 1992 ansåg regeringen att grundorganisationen skulle spegla krigsorganisationen, därför förslog regeringen för riksdagen i sin proposition 1991/92:102 att grundorganisationen i största möjliga utsträckning krigsorganiseras och kaderbemannas. Regeringens proposition medförde att de arméförband som ingick i Gotlands militärkommando kom att avskiljas den 1 juli 1994 och bilda självständiga förband. Vidare kom även de förvaltningsenheter som uppgick 1982 att avskiljas, och bildade Underhållsgrupp Gotland (Uhgrp G). Gotlands militärkommando återgick till den roll som kommandot hade innan 1982, det vill säga leda den taktiska verksamheten på ön.
Inför försvarsbeslutet 2000 föreslog regeringen i sin propositionen för riksdagen, att den taktiska nivån bör reduceras genom att fördelnings- och försvarsområdesstaber samt marinkommandon och flygkommandon skulle avvecklas. Detta för att utforma ett armétaktiskt, marintaktiskt respektive flygtaktiskt kommando vilka skulle samlokaliseras med operationsledningen. Förslaget innebar att samtliga territoriella staber skulle avvecklas, vilket bland annat innebar att militärkommandot upplöstes den 30 juni 2000. Från den 1 juli 2000 övergick verksamheten till en avvecklingsorganisation, fram till att avvecklingen skulle vara slutförd senast den 31 december 2001. Avvecklingsorganisationen upplöstes i sin tur den 31 mars 2001, då avvecklingen av förbandet ansågs slutförd.
Den 1 juli 2000 bildades Gotlands militärdistrikt (MDG), vilket fick till uppgift att leda den territoriella verksamheten inom distriktet, upprätthålla anbefalld beredskap och samverkan med totalförsvarets civila delar på regionala och lokala nivåer.

## Ingående enheter
- A 7 – Gotlands artilleriregemente, Visby (1942–2000)
- KA 3 – Gotlands kustartilleriregemente, Fårösund (1942–2000)
- Lv 2 – Gotlands luftvärnskår, Visby (1963–2000)
- I 18 – Gotlands infanteriregemente, Visby (1887–1963)
- P 1 G – Göta pansarlivgardes detachement på Gotland, Visby (1944–1963)
- P 18 – Gotlands regemente, Visby (1963–1994)
- MekB 18 – Gotlandsbrigaden, Visby (1949–2000)
- F 13 G – Bråvalla flygflottilj (1956–1994)
- F 16 G – Upplands flygflottilj (1994–2003)
- IFG – Gotlands militärkommandos intendenturförvaltning (1966–1981)
- TFG – Gotlands militärkommandos tygförvaltning (1966–1982)
- VFG – Gotlands militärkommandos verkstadsförvaltning (1966–1982)
- Uhgrp G – Underhållsgrupp Gotland (1994–2001)

## Förläggningar och övningsplatser
När militärområdesstaben organiserades den 1 oktober 1942, kom staben att förläggas till Östra Hansegatan 19. Den 1 april 1944 omlokaliserades staben till Norra Kyrkogatan 3 i Visby. År 1979 beslutade regeringen att en ny stabs- och förvaltningsbyggnad skulle uppföras för militärkommandostaben. Stabsbyggnaden uppfördes vid Langs väg i norra delen av Gotlands regementes ursprungliga kasernområde. Den 11 november 1982 flyttade staben in i byggnaden. Efter att kommandostaben upplöstes och avvecklades, kom stabsbyggnaden att övertas av staben för Gotlands militärdistrikt. Efter att Gotlands militärdistriktet upplöstes och avvecklades övertogs stabsbyggnaden av Länsstyrelsen i Gotlands län.

## Heraldik och traditioner
Militärkommandots förbandsmarsch, "På marsch" (Rydberg), antogs den 22 mars 1996, och fastställdes 13 juni 1996. Marschen ärvdes och övertogs av Gotlands militärdistrikt.

## Förbandschefer
Nedan anges för åren 1942–1966 militärbefälhavarna, för åren 1966–2000 militärkommandocheferna samt stabschefer. Gradförkortningarna avser grad vid tillträdet samt efter eventuell befordran i befattningen.

### Militärbefälhavare
- 1942-10-01 – 1948-09-30: Generalmajor Samuel Lars Åkerhielm
- 1948-10-01 – 1955-03-31: Generalmajor Ivar Backlund
- 1955-04-01 – 1955-09-30: Generalmajor Thord C:son Bonde
- 1955-10-01 – 1957-03-31: Generalmajor Hilding Kring
- 1957-04-01 – 1959-09-30: Generalmajor Regner Leuhusen
- 1959-10-01 – 1963-09-30: Generalmajor Fale Burman
- 1963-10-01 – 1966-09-30: Generalmajor Karl Gustaf Brandberg

### Militärkommandochefer
- 1966-10-01 – 1968-09-30: Generalmajor Karl Gustaf Brandberg
- 1968-10-01 – 1971-09-30: Generalmajor Fredrik Löwenhielm
- 1971-10-01 – 1980-09-30: Generalmajor Kjell Nordström
- 1980-10-01 – 1983-03-31: Generalmajor Bengt Tamfeldt
- 1983-04-01 – 1988-03-31: Generalmajor Lars-Erik Wahlgren
- 1988-04-01 – 1994-06-30: Generalmajor Sven-Åke Jansson
- 1994-07-01 – 2000-06-30: Generalmajor Göran De Geer

### Stabschefer
Stabschefer vid MB stab/MKG stab

- 1937-07-01 – 1938-09-30: Major B S Pontén, (Gst)
- 1938-10-01 – 1940-09-30: Major W C G Möller, (Gst)
- 1940-10-01 – 1943-09-30: Major/Överstelöjtnant Nils Falk, (Gst)
- 1943-10-01 – 1944-06-30: Överstelöjtnant B Ingvarsson, (Gst)
- 1944-07-01 – 1945-09-30: Major Arne Francke, (Gst)
- 1945-10-01 – 1949-03-31: Major Stig Hamilton, (Gst)
- 1949-04-01 – 1952-03-31: Major Nils Ivan Juhlin, (Gst)
- 1952-04-01 – 1956-09-30: Major S Eriksson, (Gst)
- 1956-10-01 – 1961-03-31: Major/Överstelöjtnant Åke Bernström, (Gst)
- 1961-04-01 – 1964-03-31: Major/Överstelöjtnant Bertil Creutzer, (Gst)
- 1964-04-01 – 1966-09-30: Major/Överstelöjtnant Gustaf Malmström, (Gst)
- 1966-10-01 – 1969-03-31: Överstelöjtnant Eric Jarneberg, (KA)
- 1969-04-01 – 1972-09-30: Överstelöjtnant Sven-Åke Adler, (KA)
- 1972-10-01 – 1975-09-30: Överstelöjtnant Lennart Sölvinger, (KA)
- 1975-10-01 – 1978-09-30: Överstelöjtnant Svante Kristensson, (KA)
- 1978-10-01 – 1982-09-30: Överstelöjtnant Per Lundbeck, (KA)
- 1982-10-01 – 1986-09-30: Överstelöjtnant Göte Dygéus, (KA)
- 1986-10-01 – 1993-04-30: Överstelöjtnant C Eklund, (KA)
- 1993-05-01 – 1995-09-30: Överstelöjtnant Anthonie (Tonie) Fåhraeus, (KA)
- 1995-10-01 – 1998-03-31: Överste Bengt Delang, (KA)
- 1998-04-01 – 2000-06-30: Överstelöjtnant/Överste Jörgen Bergmark, (KA)

## Namn, beteckning och förläggningsort
| VII. militärområdet      | 1942-10-01 | – | 1966-09-30 |
| Gotlands militärkommando | 1966-10-01 | – | 2000-06-30 |
| Avvecklingsorganisation  | 2000-07-01 | – | 2001-03-31 |

| VII. | 1942-10-01 | – | 1966-09-30 |
| MKG  | 1966-10-01 | – | 2000-06-30 |

| Visby garnison (F) | 2000-07-01 | – | 2001-03-31 |